# Герасимчук Сергій Іванович
Герасимчук Сергій Іванович (*31 травня 1939 — †4 лютого 1984) — український радянський художник-графік. Працював у жанрі сатиричної карикатури.

## Життєпис
Працював в українському гумористичному журналі «Перець». Багато літ вів тематичні серії: «Житіє святих і нечестивих», «Незвичайні ситуації». 5 збірок його робіт вийшли стотисячними тиражами в «Бібліотеці „Перця“». Він учасник і лауреат багатьох художніх виставок в Україні та за рубежем. Багато з порушених його малюнками-карикатурами тем актуальні понині. У Герасимчука посміхалися навіть миші і коти.
Батько Сергія Івановича працював залізничником. У 1939 році за наклепом його заарештували, і з того часу про нього нічого невідомо. Сім'я оселилась у Казахстані. Саме там 31 травня 1939 року у невеличкому селищі Шубар-Кудук і народився найменший син — Сергій. У 1944 році, через рік після звільнення Козятина, мати з трьома дітьми повернулась до міста, адже саме у цих краях проживала рідня батька.
Сім класів Сергій провчився у міській школі № 1, після чого вступив до Київського училища прикладного мистецтва за спеціальністю «Художня кераміка». Вже тоді художній талант Сергія Івановича проявився у повній мірі. Для дипломної роботи художник виготовив керамічну вазу і покрив її розписом на теми творів Миколи Гоголя. Реально оцінюючи свої можливості і йдучи за покликом серця, Сергій Іванович вирішив продовжити навчання у Київському державному художньому інституті, який у 1965 році закінчив за спеціальністю «Прикладна графіка».
Ще навчаючись в училищі, Сергій Іванович почав співпрацювати із журналом «Перець», сюди ж він повернувся на роботу позаштатним художником після закінчення інституту. З 1971 року і до кінця життя — член редколегії «Перця». Також співпрацював у газеті «Зірка», видавництві «Веселка», журналах «Україна», «Дніпро» та інших виданнях. Паралельно Сергій Іванович брав активну участь у випуску «Агітплакат» Спілки художників України.
Роботи художника неодноразово брали участь у виставках союзного і міжнародного рівня. За участь у міжнародній виставці «Сатира в боротьбі за мир» у 1969 році Сергій Іванович отримав срібну медаль. У 1973 і 1977 роках на подібних виставках художник отримав золоті медалі. Серед численних нагород Сергія Герасимчука є і дві премії Спілки журналістів України «Золоте перо» 1980 та 1983 років.
За своє творче життя Сергій Герасимчук створив тисячі веселих, дошкульних, соціально й політично насичених карикатур. Особливо популярними в народі були його тематичні серії «Картини з життя первісної людини», «Житіє святих і нечестивих», «Незвичайні ситуації», що побачили світ у збірках, виданих окремими книжками. Один із найталановитіших і найпопулярніших українських сатириків-графіків другої половини XX століття, він відзначався рідкісним умінням знайти, побачити тему карикатури у, здавалось би, звичайних життєвих колізіях. Й не лише знайти і побачити, а й втілити побачене у дуже веселому, в'їдливому малюнку, графічна стилістика якого не схожа ні на чий творчий почерк, притаманна тільки йому одному.
Сергій Герасимчук працював тушшю, аквареллю, гуашшю. Але якими б різноманітними не були зовнішні атрибути його сатиричної графіки, мета всієї творчості художника лишалася незмінною: допомогти людям у їхньому нелегкому житті, допомогти суспільству позбутися вад і пороків, допомогти народові скинути зі своєї шиї номенклатурних паразитів і пристосуванців.